# Лихтенштейнский диалект
Лихтенште́йнский диале́кт (нем. Liechtensteinisch, в диалекте — Liachtaschtänerisch) — это собирательное название всех алеманнских диалектов на территории Лихтенштейна.
Территория современного княжества Лихтенштейн во времена Римской империи подверглась активной романизации, однако уже с XIII века начиная с Фельдкирха следы романизации всё менее заметны, что связывается с экспансией алеманнского наречия. В XIV веке германо-романская языковая граница лежала южнее Бальцерса. В целом же романский субстрат ощутим и по сегодняшний день на всей территории распространения лихтенштейнских диалектов.
Лихтенштейнские диалекты можно разделить на три более локальных диалекта. Так называемый унтерландский диалект (Unterländisch) распространён на севере в Руггелле, Шелленберге, Гамприне, Эшене и Мауэрне. Оберландский диалект (Oberländisch) распространён на юге в Планкене, Шане, Вадуце, Тризене и Бальцерсе. Наконец, валисское наречие (Walserdeutsch) распространено в общине Тризенберг. Ср. различия в названиях государства: Füarstatum Liachtastoo — Förstatum Liachtastää — Fürstatum Liachtastei.